# 盲目のハーディ・ガーディ弾き
『盲目のハーディ・ガーディ弾き』（もうもくのハーディ・ガーディひき、西: Ciego tocando la zanfonía, 英: A Blind Hurdy-Gurdy Player）、または『リボンをつけたハーディ・ガーディ弾き』（リボンをつけたハーディ・ガーディひき、英: The Hurdy-Gurdy Player with a Ribbon）は、フランス17世紀の巨匠ジョルジュ・ド・ラ・トゥールが1620-30年頃に制作したキャンバス上の油彩画で、ハーディ・ガーディの音楽に合わせて歌っている街頭の貧しい物乞いが描かれている。ラ・トゥールによる5点の『ハーディ・ガーディ弾き』のうち最後に制作された作品であると同時に、画家による最後の昼の情景の絵画でもある。現在、マドリードのプラド美術館に所蔵されている。

## 作品
本作は1986年にロンドンで新たに発見された。修復された後、この『ハーディ・ガーディ弾き』は、1989年、フランスの美術史家ピエール・ロザンベールによりラ・トゥールの5点目の『ハーディ・ガーディ弾き』として発表された。当時は、日本の石塚コレクションの所有であったが、1991年末に競売にかけられ、マドリードのプラド美術館が購入した。
ラ・トゥールは、夜の情景と昼の情景を描いたが、本作は昼の情景を描いた作品の１つである。伝統的に辻音楽師のものであるハーディ・ガーディの音楽に合わせて歌っている街頭の貧しい物乞いが描かれている。ハーディ・ガーディ弾きを主題とした作品は、17世紀のロレーヌ地方でよく見られた。ラ・トゥールには大衆を題材にして、彼らを個性的に描いた作品が多いが、この作品もその１つである。

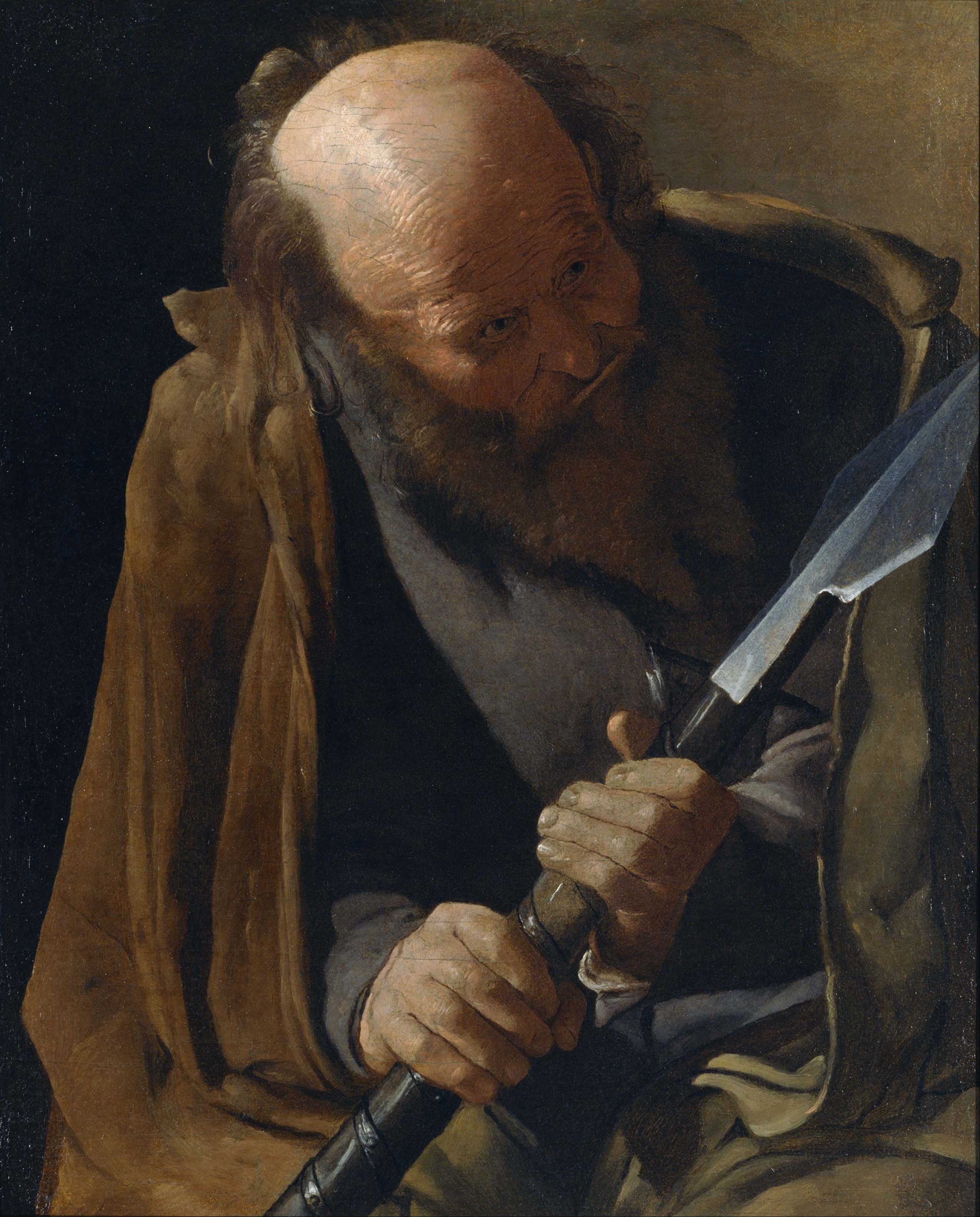
ジョルジュ・ド・ラ・トゥール『聖トマス』 (アルビ大聖堂に由来)、国立西洋美術館、東京

この作品は、画家の間違いなく最後の『ハーディ・ガーディ弾き』である。画家の5点の『ハーディ・ガーディ弾き』を比較してみると、様式の変遷がうかがえる。初期の『犬を連れたハーディ・ガーディ弾き』 (ベルグ・モン・デ・ピティエ美術館) は人物の惨めな状態と服装が描かれ、厳めしく悲劇的であるが、本作は人物が尊厳を持って描かれ、抒情的な感性を示している。なお、ハーディ・ガーディ弾きを描いたすべての作品と『辻音楽師の喧嘩』 (ロサンゼルス、J・ポール・ゲティ美術館) に登場する物乞いの音楽家たちの間には非常な類似性が見られるため、ラ・トゥールが長期間にわたり、繰り返し同じモデルを描いたことを示唆する。
この作品は人物が窮屈そうに画面に収まっているため、本来は全身像を描いた作品で、かなりの部分が失われているとする研究者ピエール・ロザンベールのような見方もあるが、確証はない。ラ・トゥールは、アルビ大聖堂由来の使徒像や、版画によって知られる横顔の『鏡の前のマグダラのマリア』のような半身像も描いており、本作の前景は、主題を濃密に描くために装飾や細部を排したそれらの作品の構図と完璧に一致する。
質や保存状態は非常によく、写実的で立体感があり、色彩も洗練され、タッチも繊細で変化に富んでいる。人物を横からとらえて、盲人の閉じられた瞼には焦点を当てず、額の皺、ハーディ・ガーディの木の質感、粗末で垢擦れした色の外套など細部にわたる鋭い描写が全体の調和の中で人物の年齢や職業を露わにしている。

## ギャラリー
ラ・トゥールの描いた辻音楽師の絵画

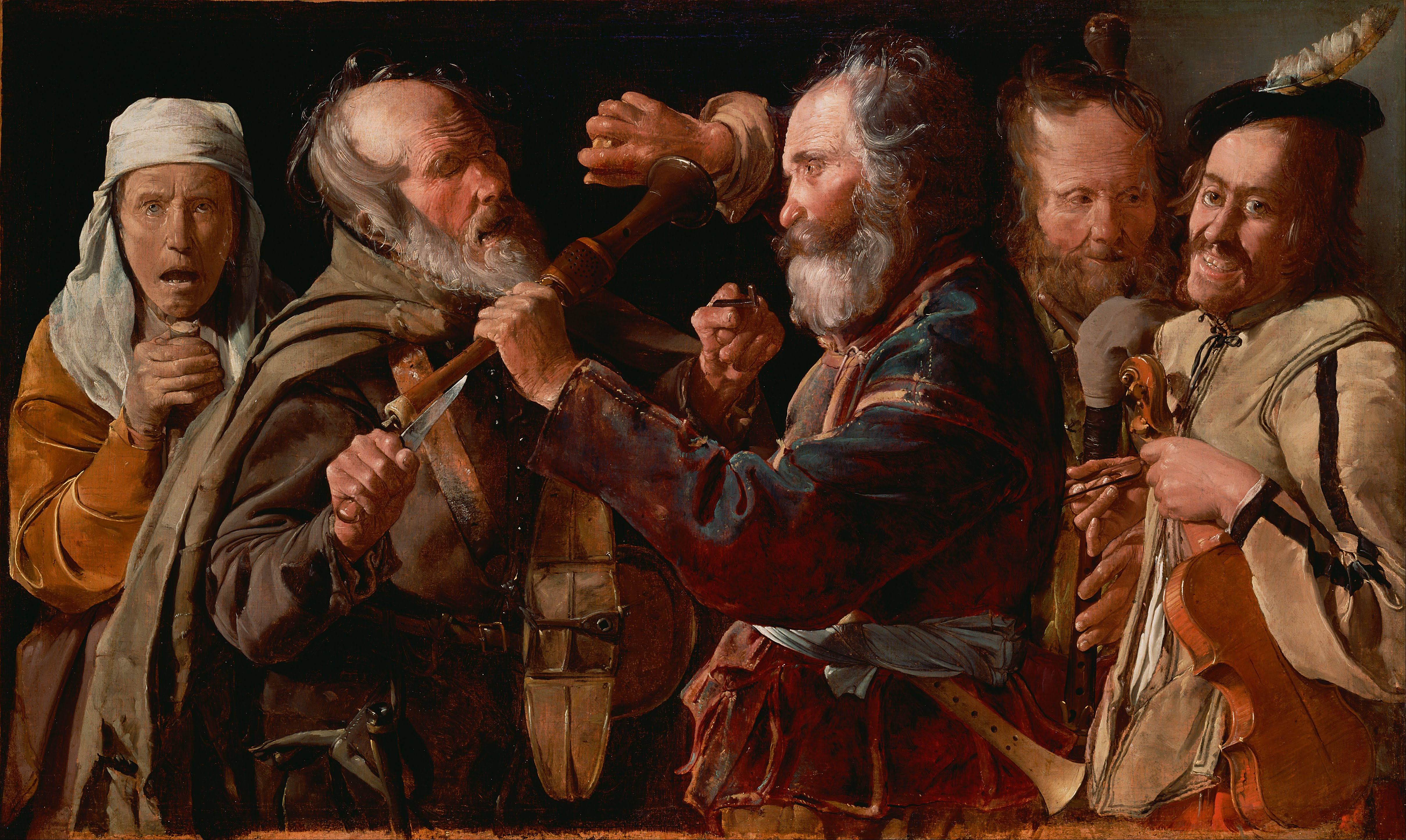
『辻音楽師の喧嘩』、 94 × 104 cm、1625-1630年頃、ロサンゼルス、J・ポール・ゲティ美術館
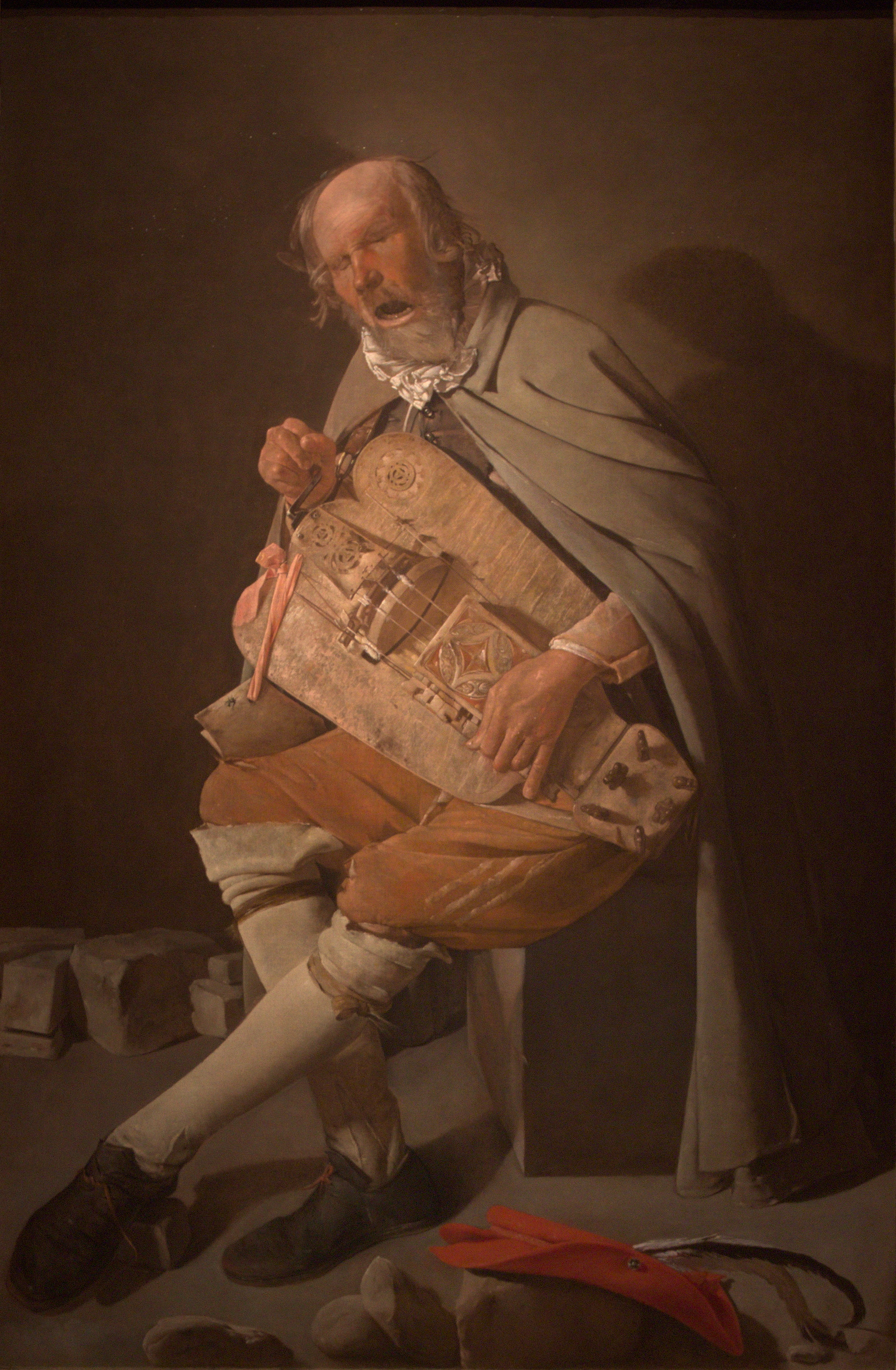
『ハーディ・ガーディ弾き』、 162 × 105 cm、1620-1625年頃、ナント、 ナント美術館
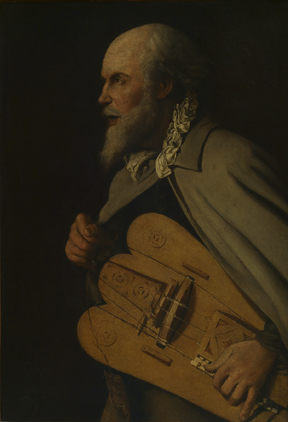
『ハーディ・ガーディ弾き』(断片)、 85 × 58 cm、1620-1625年頃、ブリュッセル、 ベルギー王立美術館
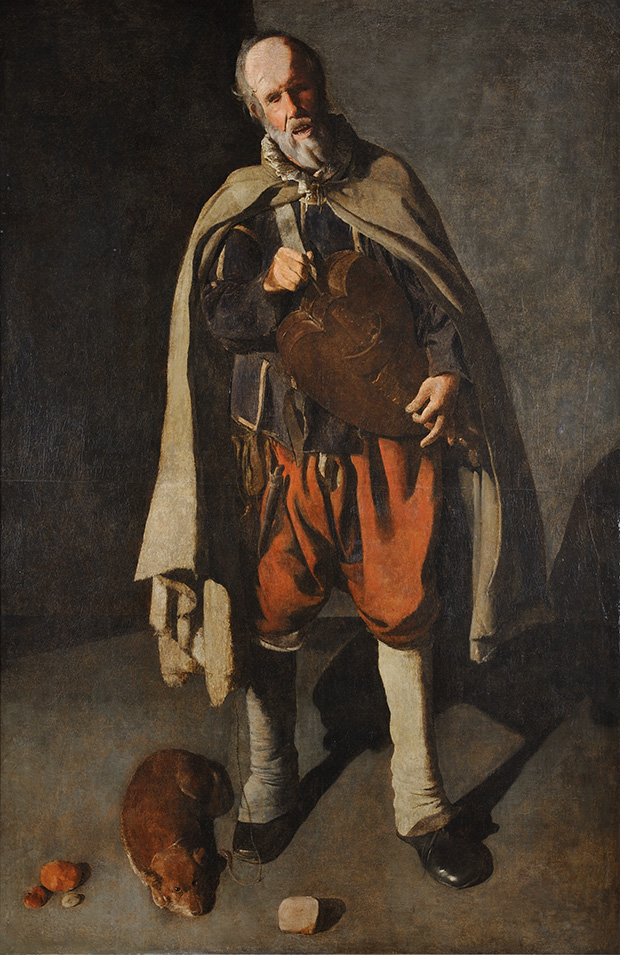
『犬を連れたハーディ・ガーディ弾き』、186 × 120 cm、1622-1625年頃、ベルグ・モン・デ・ピティエ美術館（英語版）
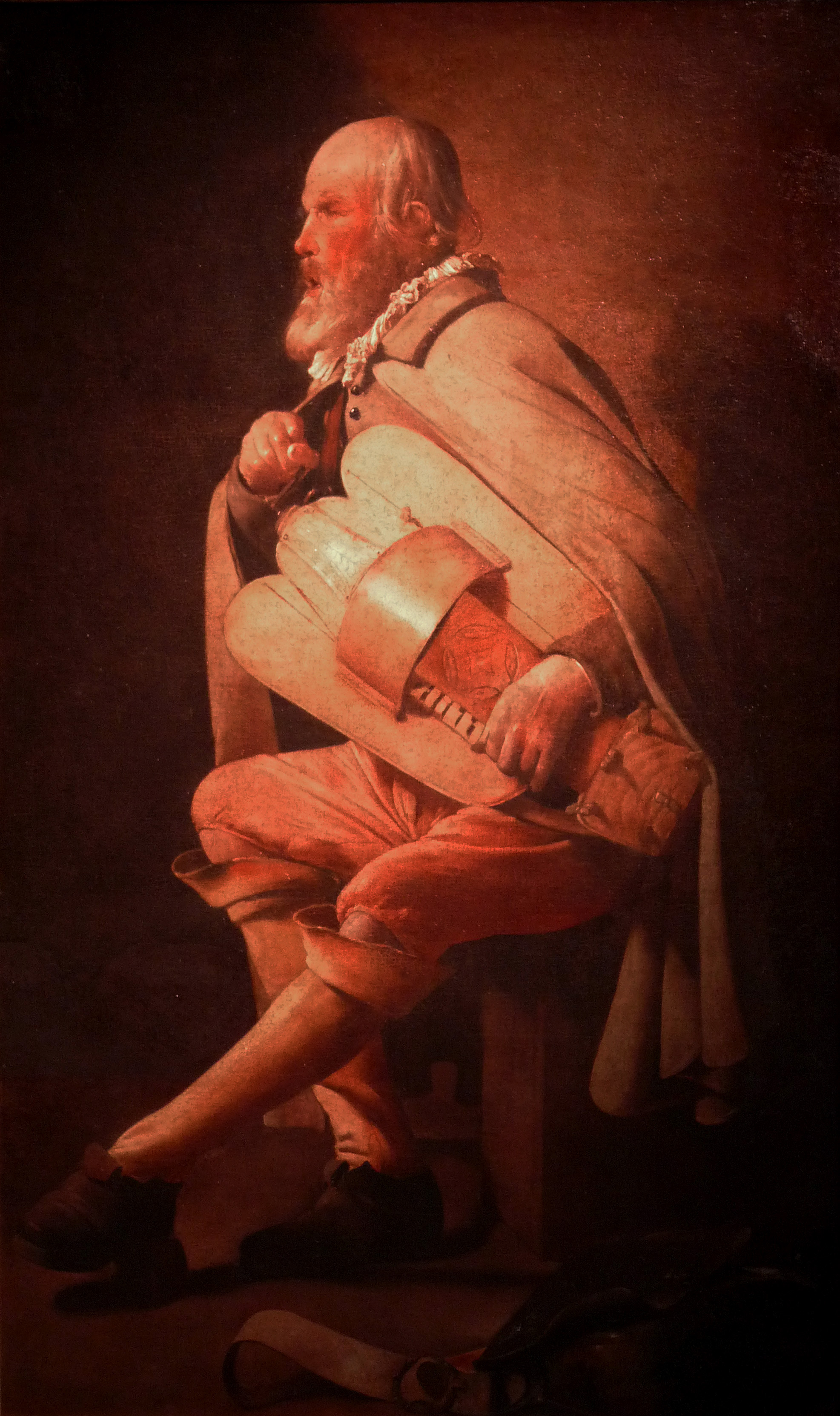
『ウェドマンのハーディ・ガーディ弾き』、157 × 94 cm、ルミルモン、シャルル・フリリー市立美術館 (Musée municipal Charles-Friry)